# 木村太郎 (政治家)
木村 太郎（きむら たろう、1965年7月20日 - 2017年7月25日）は、日本の政治家。従三位。
内閣総理大臣補佐官（ふるさとづくり推進担当）（第3次安倍内閣）、同（ふるさと担当）（第2次安倍内閣・第2次安倍改造内閣）、防衛庁副長官（第3次小泉改造内閣）、農林水産大臣政務官（第1次小泉再改造内閣・第2次小泉内閣）、防衛庁長官政務官（第1次小泉内閣）、衆議院議員（7期）、衆議院衆議院地方創生に関する特別委員長、同安全保障委員長、青森県議会議員（2期）、自由民主党広報本部長、同筆頭副幹事長などを歴任。
父は青森県知事や衆議院議員を務めた木村守男。祖父は衆議院議員を務めた木村文男。弟は衆議院議員の木村次郎。

## 来歴

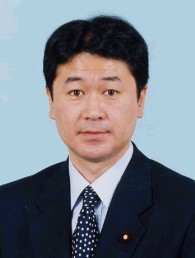
2001年

青森県南津軽郡藤崎町生まれ。青森県立弘前南高等学校を経て、東洋大学法学部法律学科卒業。大学在学中田中角栄の書生となる。大学卒業後は、三塚博衆議院議員の秘書を経て、1991年に青森県議会議員選挙に立候補し、初当選。1995年に再選。
1996年、青森県議を辞職し、第41回衆議院議員総選挙に新進党公認で青森4区から立候補。自由民主党公認の津島恭一を破り、初当選した。1997年の新進党解党に伴い、改革クラブ（小沢辰男代表）結党に参加したが、同党の解党を待たずして自民党に入党。2000年の第42回衆議院議員総選挙には自民党公認で立候補。この選挙では対立候補が社会民主党、日本共産党公認の候補のみだった。2002年、第1次小泉内閣で防衛庁長官政務官に任命される。翌2003年、第1次小泉再改造内閣で農林水産大臣政務官に任命され、同年の第43回衆議院議員総選挙では民主党の渋谷修らを破り、3選。農林水産大臣政務官にも再任。2004年自由民主党政務調査会内閣部会専任部会長（防災・警察）に就任。
2005年の第44回衆議院議員総選挙では民主党公認の渋谷、国民新党公認の津島恭一らを破り、4選。同年、第3次小泉改造内閣で防衛庁副長官に任命される。翌2006年、衆議院安全保障委員長に就任。2008年、自民党副幹事長に就任。
2009年の第45回衆議院議員総選挙では、民主党公認で立候補した津島を破り、5選（津島も比例復活）。2010年に自民党青森県連会長、2011年に自民党筆頭副幹事長に就任。2012年の第46回衆議院議員総選挙では、津島に比例復活も許さず6選。選挙後に発足した第2次安倍内閣で内閣総理大臣補佐官（ふるさと担当）に就任。2014年の第47回衆議院議員総選挙では、7選。
2016年9月、衆議院地方創生に関する特別委員長に就任。
2017年7月25日早朝、東京都江東区のがん研究会有明病院で膵臓がんにより死去。52歳没。同日付で従三位叙位とともに旭日大綬章受章（没後追贈）。死去に伴い、弟である次郎が同年10月に行われる予定の補欠選挙に青森4区から自民党公認で出馬する予定だったが、衆議院解散により、これに伴う区割り変更で同区が廃止されたため青森3区の公認に変更された。選挙は、弟の次郎が、希望の党や日本共産党などの候補者を破って当選した。
2017年11月21日の衆議院本会議において逝去と弔旨の報告がなされ、岩屋毅によって追悼演説が行われた。

## 政策・主張

### 受動喫煙問題
- 2009年8月に青森県タバコ問題懇談会が行った「タバコ問題アンケート」について下記のとおり回答している[12]。
  - たばこ税の増税について「反対」
  - 屋内全面禁煙の法制化について「飲食店等は業種・業態により禁煙と分煙が選べるようにする」
  - 路上喫煙禁止条例の制定について「条例（または法律）を制定すべきだが、罰則のない努力規定で十分である」
  - 学校における喫煙規制について「建物内は禁煙にして、屋外（敷地内）に喫煙場所を設ける」
  - 未成年へのたばこ販売禁止対策について「現在の販売方式を続ける」
  - タクシーの禁煙化について「業界の決定にまかせる」
  - 葉タバコ農業について「これまで通り葉タバコ農業を推進・奨励する」
  - 事務所の受動喫煙防止対策について「分煙（建物内または室内に喫煙できるスペースがある）」
- 屋内禁煙に反対する自民党たばこ議員連盟に所属している。

### その他
- 自民党夢実現21世紀会議の国づくりの夢実現検討委員会で委員長を務めていた当時、日韓トンネル構想に関する政策提言を発表した[13]。
- 永住外国人への地方選挙権付与については、賛否を明らかにしていない[14]。
- 2006年のアンケートでは選択的夫婦別姓制度導入に賛成を表明していた[15]。一方で、選択的夫婦別姓制度導入に反対の請願を国会に提出している[16] 他、2014年のアンケートでは反対、としている[17]。
- 女性宮家の創設に反対[18]。
- 2013年11月26日、特定秘密保護法案の採決で賛成票を投じている[19]。

## 不祥事
- 2004年に政治家の年金未納問題が注目された際に年金の未納が判明している（2002年1月から9月までの9か月間）[20]。

## 政治資金
日本共産党の機関紙『しんぶん赤旗』に、以下のように報じられている。
- 鈴木宗男の関連資金団体から木村へ1998年から2000年の3年間に200万円の献金があった[21]
- 徳田毅の姉らが医療グループ「徳洲会」の大がかりな公選法違反事件に関連して、徳田の資金管理団体「徳田毅政経研究会」が木村のパーティー券を1枚購入していた[22]。

## 人物
- 喫煙者である[12]。
- 選挙においては青森県建設業協会の推薦を受けている[23]。
- 1990年代に出回った偽書「万歳三唱令」を本物の法令と勘違いし、2010年2月3日、当時の内閣総理大臣であった鳩山由紀夫の万歳について「正式な万歳とは違うように見受けられた。日本国の首相として、万歳の作法をしっかりと身につけておくべきだ。首相は作法を知っているか」という趣旨の質問主意書を提出し、国会質疑も行った[24]。
- 青森県出身の歌手、吉幾三は同郷であり、親交があった[25]。

## 所属団体・議員連盟
- 自民党たばこ議員連盟[26]
- みんなで靖国神社に参拝する国会議員の会[27]
- 国家主権と国益を守るために行動する議員連盟
- 再チャレンジ支援議員連盟
- 神道政治連盟国会議員懇談会[27]
- 日本会議国会議員懇談会
- 日韓議員連盟
- 高速道路建設推進議員連盟
- トラック輸送振興議員連盟
- 自民党遊技業振興議員連盟
- TPP交渉における国益を守り抜く会
- パチンコチェーンストア協会（政治分野アドバイザー）[28]。